# Slayers Wonderful
Slayers Wonderful (スレイヤーズわんだほ～?, Sureiyāzu Wan daho ~) è un videogioco sviluppato e pubblicato dalla Banpresto per Sony PlayStation il 22 ottobre 1998 esclusivamente in Giappone. Il videogioco è ispirato al manga ed anime Slayers.
Slayers Wonderful è un videogioco di ruolo alla giapponese sullo stile di Final Fantasy, e segue le avventure di Lina Inverse, Gourry Gabriev ed e il resto dei personaggi della serie, nella loro avventura alla ricerca del motivo per il quale la loro magia sta via via scomparendo.
Una caratteristica chiave del sistema di combattimento è il "Feeling System", attraverso il quale le relazioni fra i personaggi influenzano le azioni e le loro prestazioni durante le battaglie. Sono presenti nel gioco diverse scene doppiate, utili per illustrare lo svolgimento della storia.